# 川部橋駅
川部橋駅（かわべばしえき）は、岐阜県岐阜市川部（旧本巣郡七郷村）にあった名古屋鉄道揖斐線の駅である。
駅名は、根尾川（通称：古根尾川）にかかる橋の名前に由来する。

## 歴史
1914年（大正3年）に揖斐線の前身である岐北軽便鉄道の開業当時から存在した駅である。1946年（昭和21年）3月以前に休止し、1969年（昭和44年）に廃止された。
- 1914年（大正3年）3月29日 - 岐北軽便鉄道の忠節駅 - 北方町駅（のちの美濃北方駅）間の開通と同時に開業[5][6]。
- 1921年（大正10年）11月10日 - 岐北軽便鉄道が美濃電気軌道と合併して北方線と改称、同社の駅となる[6]。
- 1946年（昭和21年）3月1日以前 - 休止[7][6][8]。
- 1969年（昭和44年）4月5日 - 廃止[7][6]。

なお、一度休止した後に復帰したとする書籍もあるが、名古屋鉄道の社史を含む他の書籍にはそうした記載はない。

## 隣の駅
名古屋鉄道
揖斐線
尻毛駅 - 川部橋駅 - 又丸駅